# Rufino Rodríguez de la Torre
Rufino Rodríguez de la Torre (2 de diciembre de 1900) fue un regatista argentino que ganó la medalla de plata en los Juegos Olímpicos de Londres 1948 en la clase R 6 metros con el yate Djinn, en equipo con los hermanos Julio Christian Sieburger (56 años) y Enrique Conrado Sieburger (50 años), el hijo de este último Enrique Adolfo Sieburger (24 años), Emilio Homps y Rodolfo Rivademar (20 años). Rodríguez de la Torre ya había participado en los Juegos Olímpicos de Berlín 1936 y volvió a participar en los Juegos Olímpicos de Helsinki 1952, donde obtuvo diploma olímpico en la misma prueba y con el mismo yate.

## Biografía
Rufino Rodríguez de la Torre fue un destacado navegante e instructor de la Escuela Naval Militar de Argentina, de gran influencia en los orígenes y desarrollo del yachting en la Argentina. Fue incorporado a la Escuela Naval en 1936, con el fin de que dictara la materia de navegación a vela:

La incorporación de Rufino Rodríguez de la Torre como profesor de esta nueva asignatura marcó un hito importante. Rufino de la Torre impulsó fervientemente la navegación a vela y había acumulado hasta ese entonces una gran experiencia náutica que volcó en las aulas y en los barcos de instrucción de la Escuela.

En 1936 Rodríguez de la Torre fue el jefe del equipo de vela que se formó para integrar la delegación argentina a los Juegos Olímpicos de Berlín 1936, participando él mismo en la tripulación del Matrero II en la clase de 8 metros, que finalizó séptima. En 1942 publicó el libro Manual de yates, editado por la Escuela Naval de Río Santiago.
En 1945 fue uno de los promotores e integrante de la primera comisión organizadora de la primera Regata Buenos Aires - Río de Janeiro, "la máxima manifestación del yachting sudamericano". En 1947 Rodríguez de la Torre fue uno de los impulsores de la construcción en la Argentina de un yate oceánico para doce tripulantes para instrucción en la Escuela Naval Militar. El proyecto se concretó en 1949 con la botadura del Fortuna (Q 74).
La Copa Cupidón III, del Yacht Club Argentino, que se disputa desde 2001, fue donada por Rufino Rodríguez de la Torre.

## Medalla de plata en los Juegos Olímpicos de 1948

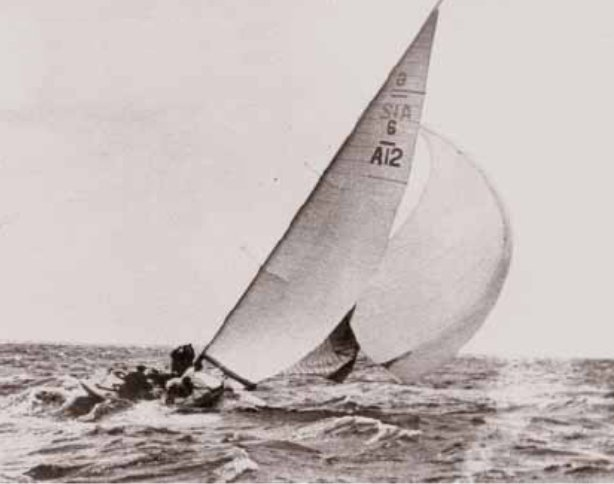
El Djinn, yate con el cual la tripulación argentina que integró Rufino Rodríguez de la Torre, obtuvo la medalla de plata en los Juegos Olímpicos de Londres 1948.

En los Juegos Olímpicos de Londres 1948 el equipo de yachting argentino, integrado por Julio Sieburger (56 años y atleta de mayor edad de la delegación olímpica argentina), su hermano Enrique Conrado Sieburger (50 años), su sobrino Enrique Adolfo Sieburger (24 años), Emilio Homps, Rufino Rodríguez de la Torre (47 años) y Rodolfo Rivademar (20 años), ganó la medalla de plata en la clase 6 metros, con el yate Djinn.
El Djinn, cuyo nombre obedecía a un geniecillo de las sagas nórdicas vikingas, había sido construido en 1938 en el Astillero Nevins Yard Inc. de City Island, en el Estado de Nueva York, de los Estados Unidos, y fue diseñado por Sparkman & Stephens, por encargo de Henry Sturgis Morgan. El Djinn había tenido un historial competitivo notable, ganando en 1938 la Roosevelt Memorial Cup y la Prince of Wales Cup, y en 1947 ganando la Seawanaka Cup en Escocia, integrando el equipo estadounidense. En 1948, ante la proximidad de los Juegos Olímpicos, Rufino Rodríguez de la Torre convence a la Marina Argentina de comprar el yate, abonando por el mismo 10 000 pesos moneda nacional. Simultáneamente la Marina compró también el Star Arcturus y, a través de la Escuela Naval el Dragón Pampero, buques con los que compitió el equipo argentino de yachting.
Se utilizó un sistema de competencia a siete regatas, atribuyendo puntos según la posición en cada una (al primero 1142 puntos y al décimo 142 puntos), descartándose la peor. En la primera regata los argentinos salieron terceros (665 pts), detrás de los belgas y los suizos, y seguidos por los estadounidenses. La segunda regata fue ganada por el equipo de Estados Unidos, mientras que un nuevo tercer puesto de los argentinos los colocó en la segunda posición en la general. En la tercera regata, nuevamente los estadounidenses salieron terceros y los argentinos terceros, pero un segundo puesto de los suecos, hizo que éstos se ubicaran segundos en la general, relegando a los argentinos al tercer lugar. La cuarta regata la ganaron los suecos, seguidos por los argentinos y los estadoundienses, manteniéndose las posiciones en la general. La quinta regata fue ganada por los argentinos, con los suecos terceros y los estadounidenses relegados al 8º lugar, pasando los sudamericanos a liderar la general, seguidos de cerca por los suecos. Una mala regata en la sexta para argentinos y suecos, permitió a los estadounidenses tomar el liderazgo en la tabla general. La última regata fue ganada por los argentinos, pero como los estadounidenses salieron segundos, se mantuvieron a la cabeza de la general, ganando la medalla de oro con 5472 puntos. Los argentinos ganaron la de plata con 5120 puntos y los suecos la de bronce con 4033 puntos.
Al terminar competencia Herman Whitton, integrante de la tripulación estadounidense ganadora de la medalla de oro, con un yate diez años más moderno (el Llanoira), se acercó a los argentinos y les dijo:

Los felicito, es increíble como hicieron caminar a este barco.

## Diploma olímpico en 1952
En los Juegos Olímpicos de Helsinki 1952, Rufino Rodríguez de la Torre y Enrique Conrado Sieburger, volvieron a integrar la delegación olímpica de Argentina, saliendo quinto en la clase R 6 metros, otra vez con el yate Djinn, obteniendo diploma olímpico, integrando el equipo con Horacio Monti (40 años), Hércules Morini (42 años) y Werner von Foerster (55 años).
El equipo argentino disputó con el equipo sueco el cuarto lugar durante toda la competencia. Al largar la última regata los argentinos se encontraban en el puntaje general arriba de los suecos, por una diferencia mínima de 40 puntos. Por lo tanto el equipo que llegara antes, obtendría el cuarto lugar. Finalmente los suecos llegaron cuartos, sumando un puntaje total de 3773 puntos, y los arqentinos octavos, sumando 3393 puntos, que le dieron el quinto lugar en la general y el diploma olímpico.

## Publicaciones
- Manual de Yates, Río Santiago: Escuela Naval, 1942.